# Bành Việt
Bành Việt (chữ Hán: 彭越; ? - 196 TCN) là công thần khai quốc nhà Hán trong lịch sử Trung Quốc.

## Tướng quân giữ mệnh lệnh
Bành Việt tên tự là Trọng, người Xương Ấp.
Thời nhà Tần, Bành Việt nhà nghèo, thường giao du với Loan Bố. Vì nghèo khổ quá, ông cùng Loan Bố tha hương sang nước Tề làm thuê ở nhà bán rượu. Được mấy năm, Bành Việt bỏ đi đến đầm Cự Dã làm cướp, còn Loan Bố bị người ta cướp bán làm nô lệ ở đất Yên.
Năm 209 TCN, Trần Thắng khởi nghĩa chống lại nhà Tần. Có người khuyên Bành Việt nên hưởng ứng theo để lập công danh. Ông nói:
Hai con rồng đang đấu nhau, hãy chờ xem rồi tính sau.
Hơn 1 năm sau (208 TCN), hơn 100 trai tráng tập hợp ở đầm Cự Dã nói với Bành Việt:
Anh hãy đứng ra làm thủ lĩnh của chúng tôi đi!
Bành Việt nói với mọi người:
Các anh tuỳ tiện quen rồi, có chịu được gò bó không?
Mọi người đồng thanh xin nghe theo mệnh lệnh của ông. Ông đồng ý hẹn với mọi người hôm sau vào lúc mặt trời mọc thì tập hợp, ai đến chậm thì chém đầu.
Hôm sau, mặt trời đã lên cao nhưng vẫn còn hơn 10 người chưa tới. Đến tận trưa mọi người mới đến đủ. Bành Việt bèn nói với mọi người:
Tôi già rồi, lúc đầu anh em cứ khăng khăng bảo tôi làm thủ lĩnh. Hôm nay nhiều người đến trễ như vậy, theo quy định thì phải chém đầu, song đây là lần đầu, chỉ giết người đến sau cùng thôi!
Mọi người cho rằng không cần làm như vậy, Bành Việt kiên quyết giữ ý kiến, mang người đến muộn nhất ra chém. Sau đó ông đắp ụ đất, lấy đầu người bị giết ra tế, cùng mọi người uống máu ăn thề. Mọi người thấy vậy cùng sợ và chịu nghe theo mệnh lệnh của ông.
Bành Việt cùng mọi người đi tập hợp quân lính của các nước chư hầu bị tan rã qua những trận chiến, được hơn 1000 người. Ông mang quân đi đánh các thành ấp của nhà Tần.

## Hợp tác với Điền Vinh
Lúc đó các nước chư hầu đều đã lập vua để chống nhà Tần, tuy nhiên Bành Việt vẫn hoạt động độc lập, không về quy phục dưới quyền ai.
Năm 207 TCN, Lưu Bang và Hạng Vũ chia nhau làm hai đường đi đánh Tần. Khi Lưu Bang tấn công Xương Ấp, Bành Việt mang quân phối hợp cùng đánh, nhưng hai cánh quân không hạ được thành. Hai người chia tay, Lưu Bang mang quân về phía tây, Bành Việt quay trở lại đầm Cự Dã. Ông thu thập quân nước Ngụy tan chạy sau cái chết của Ngụy vương Cữu, tổng số quân lên hơn 1 vạn người.
Năm 206 TCN, Hạng Vũ tiến vào Hàm Dương diệt nhà Tần, tự xưng là Tây Sở Bá vương và phong cho các chư hầu. Điền Vinh ở nước Tề vì không hợp tác với Hạng Vũ nên không được phong. Điền Vinh bất mãn, đánh đuổi và giết các chư hầu do Hạng Vũ phong ở nước Tề là Điền Đô, Điền Phất và Điền An, tự lập làm Tam Tề vương. Tề vương Điền Vinh muốn có vây cánh chống Hạng Vũ nên sai người mang ấn tín đến đất Lương phong cho ông tướng quân.
Ông nhận ấn của Tề vương, bèn cất quân đánh đất Tế Âm nước Sở. Hạng Vũ sai Tiêu công Giác mang quân đón đánh, nhưng bị Bành Việt đánh tan.

## Theo Hán
Năm 205 TCN, Hạng Vũ mang quân đánh Tề. Tề vương Điền Vinh bị giết. Hán vương Lưu Bang nhân lúc Hạng Vũ sa lầy trong cuộc chiến với Tề vương mới là Điền Quảng bèn cất quân đông tiến, lần lượt chinh phục một loạt các chư hầu của Hạng Vũ, chuẩn bị tiến vào kinh đô Tây Sở là Bành Thành.
Bành Việt lúc đó đã có 3 vạn quân, bèn đến Ngoại Hoàng quy hàng Lưu Bang. Lưu Bang sai ông phục vụ dưới quyền Ngụy vương Báo.
Không lâu sau, Lưu Bang bị Hạng Vũ đánh cho đại bại ở Bành Thành, phải rút về phía tây. Trước thế mạnh của quân Sở, Bành Việt cũng phải bỏ các thành ấp đã chiếm được rút về ven sông Hoàng Hà. Nguỵ vương Báo phản lại Lưu Bang, bị Hàn Tín bắt về Vinh Dương. Bành Việt vẫn theo Hán.
Năm 204 TCN, Lưu Bang bị Hạng Vũ vây khốn ở Thành Cao, phải bỏ chạy đến nước Triệu, cướp quân của Hàn Tín rồi sai Tín đi mộ quân đánh Tề. Lưu Bang cố thủ không giao tranh với Hạng Vũ và sai Lư Quán cùng Lưu Giả mang 2 vạn quân phối hợp với Bành Việt quấy rối hậu phương nước Sở. Lư Quán và Lưu Giả vào đất Sở, cùng với Bành Việt đánh phá quân Sở phía tây đất Yên, đất Quách, rồi lấy lại hơn mười thành đất Lương.
Năm 203 TCN, Hạng Vũ và Lưu Bang kịch chiến ở Vinh Dương. Đúng lúc đó Bành Việt phát binh đánh vào hậu phương quân Sở, hạ được thành Tuy Dương, Ngoại Hoàng và 17 thành khác. Hạng Vũ phải thân chinh đi đánh Bành Việt, thu lại đất đai đã mất. Bành Việt lui về Cốc Thành. Lưu Bang thoát được tình thế bị vây ngặt, củng cố lực lượng để phản công.
Cùng năm, Hạng Vũ và Lưu Bang giảng hoà ở Hồng Câu. Trong khi đó Bành Việt mang quân đi hạ hơn 20 thành ở gần Xương Ấp, thu 10 vạn hộc lương, sai người mang đến tiếp tế cho Lưu Bang.
Giao ước giảng hoà xong, Lưu Bang bất ngờ tập kích Hạng Vũ ở Dương Hạ. Hạng Vũ quay lại đánh cho Lưu Bang thua to ở Cố Lăng. Lưu Bang phải lui vào thành cố thủ rồi cầu viện Hàn Tín và Bành Việt nhưng ông cùng Hàn Tín đều không cất quân ngay.
Lưu Bang theo kế Trương Lương, hứa phong đất Lương cho ông và phong đất Tề cho Hàn Tín. Ông và Hàn Tín bèn mang quân tiếp viện cho Lưu Bang. Được hai đạo quân mạnh trợ chiến, Lưu Bang đánh bại được Hạng Vũ. Cuối cùng Hạng Vũ phải tự vẫn.
Lưu Bang lên ngôi hoàng đế, tức là Hán Cao Tổ. Bành Việt được phong làm Lương vương, đóng đô ở Định Đào.

## Công thần bị tội
Lưu Bang vừa thống nhất được thiên hạ lại mang quân đánh Yên vương Tạng Đồ. Tạng Đồ bị bắt, cùng trong số tù binh có Loan Bố là bạn cũ của Bành Việt trước đây. Nghe tin Loan Bố bị bắt, Bành Việt đến tâu với Lưu Bang, xin chuộc Loan Bố về và phong làm đại phu ở nước Lương.
Năm 196 TCN, Bành Việt sai Loan Bố đi sứ ở Tề. Trong khi Loan Bố chưa về thì Trần Hy làm phản. Lưu Bang triệu tập Lương vương Bành Việt đến hội quân để đánh Hy, nhưng Bành Việt cáo ốm không đi, chỉ cho bộ tướng đi thay. Lưu Bang nổi giận sai sứ trách Bành Việt. Ông toan đi vào triều tạ tội, bộ tướng Hộ Triếp can:
Đại vương không nên vào, nếu vào sẽ bị bắt. Chi bằng làm phản là hơn
Bành Việt không nghe theo, vẫn chỉ cáo ốm không đích thân cầm quân đi hội. Lưu Bang bèn sai sứ bất ngờ đến bắt ông và giải về Lạc Dương. Lưu Bang nghĩ ông có công lao nên không giết mà chỉ đày vào huyện Thanh Y đất Thục.
Đi nửa đường đến đất Trịnh, Bành Việt gặp Lã Hậu từ Trường An ra Lạc Dương. Ông đến xin gặp Lã Hậu để kêu oan, nhờ Lã Hậu nói với Hán Cao Tổ tha tội, xin được về quê Xương Ấp. Lã Hậu nhận lời, nhưng khi trở về Lạc Dương lại khuyên Lưu Bang rằng:
Bành Việt là dũng tướng, nếu thả vào đất Thục mà dấy quân làm phản thì để ẩn hoạ cho mình, chi bằng giết luôn để trừ hậu hoạ.
Lưu Bang nghe theo. Lã Hậu bèn sai một môn khách của Bành Việt đứng ra tố cáo rằng: Bành Việt muốn xin về Xương Ấp thực chất là để làm phản . Lưu Bang và Lã Hậu cứ theo đó, sai Đình uý Điền Khai làm án, lệnh giết cả họ Bành Việt.
Lưu Bang tru di cả ba họ ông rồi cho bêu đầu ông ở dưới thành Lạc Dương và hạ lệnh ai dám thu liệm sẽ giết. Sau này Loan Bố đi sứ ở Tề về đã dũng cảm đến khóc trước đầu Bành Việt và cãi lý khiến Lưu Bang không xử chết.